# فرودگاه ژرمی

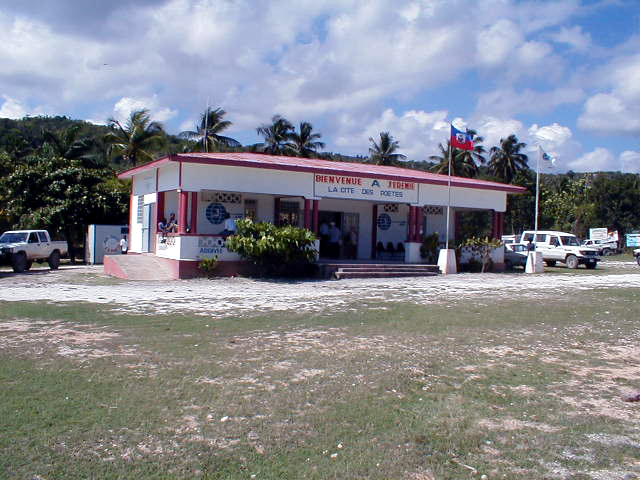
فرودگاه ژرمی

فرودگاه ژرمی (به انگلیسی: Jérémie Airport) یک فرودگاه همگانی با کد یاتا JEE است که یک باند فرود خاک دارد و طول باند آن ۱۲۰۰ متر است. این فرودگاه در کشور هائیتی قرار دارد .